# Helga Uthmann
Helga Uthmann (* Mai 1933; † 14. September 2013 in Neubeckum) war eine deutsche Schauspielerin und Hörspielsprecherin.

## Leben
Helga Uthmann absolvierte ihre Ausbildung an der Folkwang Universität der Künste in Essen und debütierte im Kleinen Theater in Mülheim an der Ruhr. Nach Engagements in Düsseldorf und Hildesheim kam sie 1975 an das Theater Dortmund, dem sie 30 Jahre lang angehörte, dort 1998 zur Kammerschauspielerin ernannt wurde und ihm auch nach ihrem Ausscheiden noch verbunden blieb. In Dortmund spielte sie neben vielen anderen Rollen die Mrs. Higgins im Musical My Fair Lady und an der Seite von Claus Dieter Clausnitzer die Maria in Peter Turrinis Josef und Maria. Großen Erfolg hatte sie auch mit dem Einpersonenstück Die Erzählung der Magd Zerline von Hermann Broch, in dem sie insgesamt 180 Mal auf der Bühne stand. Bekannt war Uthmann auch für ihre Lesungen, insbesondere anlässlich von Weihnachtskonzerten im Dortmunder Opernhaus. 2009 gastierte sie am Schauspiel Köln in Harold Pinters Stück Die Geburtstagsfeier, in Berlin war sie an der Schaubühne am Lehniner Platz in Merlin oder Das wüste Land von Tankred Dorst zu sehen.
Eine Ausnahme blieben in Helga Uthmanns Laufbahn Arbeiten vor der Kamera. Einige ihrer wenigen Fernsehrollen spielte sie 1991 in dem Film Die Blattlaus und 2007 in Lamento. Wesentlich umfangreicher war Uthmann dagegen als Hörspielsprecherin beschäftigt. Seit 1980 sprach sie in zahlreichen Produktionen des Westdeutschen Rundfunks, unter anderem als Großmutter in den Geschichten um den Räuber Hotzenplotz.
Helga Uthmann verstarb 80-jährig nach kurzer, schwerer Krankheit in ihrem Heimatort Neubeckum.

## Filmografie
- 1980: Die Judenbuche
- 1988: Ein Treffen mit Rimbaud
- 1991: Die Blattlaus
- 1999: Lupo und der Muezzin
- 2001: Verbotene Liebe (2 Episoden als Hilla Linsen)
- 2005: Schimanski: Sünde
- 2007: Lamento
- 2008: Milbe (Kurzfilm)

## Hörspiele (Auswahl)
- 1980: Szeen mit einm, dea nix sacht – Autor: Werner Streletz – Regie: Frank Hübner
- 1981: Preussens, Olschewskis und die alte Broda – Autor: Michael Klaus – Regie: Frank Hübner
- 1982: Jongkgesell ut Prinzip – Autor: Heinz Weyersberg – Regie: Klaus Wirbitzky
- 1982: Schuldfrage – Autorin: Eva Maria Mudrich – Regie: Heinz Wilhelm Schwarz
- 1982: Der tolle Bomberg. Eine nostalgische Komödie – Autor: Harald Mueller – Regie: Kurt Reginbogin (Aufzeichnung einer Inszenierung des Theaters Dortmund)
- 1983: Ich seh' etwas, das du nicht siehst – Autor: Roderick Wilkinson – Regie: Wolfram Rosemann
- 1983: Blaumann und Blaumeise – Autor: Peter Greiner – Regie: Werner Klein
- 1983: Ada und Evald – Autorin: Monika Maron – Regie: Hans Gerd Krogmann
- 1984: Henker der Revolution – Autor: Yaak Karsunke – Regie: Robert Gall
- 1984: Kopfstand – Autor: Jens Prüss – Regie: Klaus-Dieter Pittrich
- 1985: Doppelte Ankunft – Autor: Stephan Bock – Regie: Klaus-Dieter Pittrich
- 1986: Den Montag mit nach Hause nehmen – Autoren: Eberhard Kirchhoff und Michael Klaus – Regie: Klaus-Dieter Pittrich
- 1987: Der Onkel – Autor: Dieter Hirschberg – Regie: Frank Hübner
- 1987: Ich war nie länger als 10 Minuten allein oder Ich denk jetzt ist Feierabend – Autoren: Inge Lostkamp und Michael Klaus – Regie: Klaus-Dieter Pittrich
- 1987: Anita Drögemöller oder Langensiepens erster Fall – Autor: Jürgen Lodemann – Regie: Klaus Mehrländer
- 1988: Die Entlassung – Autor: Karl-Heinz Bölling – Regie: Hans Gerd Krogmann
- 1989: Blackbox B1 (5 Folgen) – Autoren: Heinz Dravenau und Werner Streletz – Regie: Klaus-Dieter Pittrich
- 1989: Cranger Kirmes – Autorin: Jo Micovich – Regie: Friedhelm Ortmann
- 1989: Krakatit – Autor: Karel Čapek – Regie: Heinz Wilhelm Schwarz
- 1989: Fremdverschulden – Autor: Bernhard Pfletschinger – Regie: Frank Hübner
- 1989: Wenn man verliebt ist, muß man heiraten – Autor: Karl-Heinz Bölling – Regie: Gottfried von Einem
- 1990: „40“ – Autor: Dirk Josczok – Regie: Burkhard Ax
- 1990: Urlaub auf dem Lande – Autor: Peter O. Chotjewitz – Regie: Bernd Lau
- 1997: Parzivals Abenteuer – Autor: Karlheinz Koinegg – Regie: Martin Zylka und Klaus-Dieter Pittrich
- 2001: Ruhrepos – Autor: Stephan Bock – Regie: Frank Hübner
- 2001: Familie Brake – Autorin: Clara Ratzka – Regie: Georg Bühren
- 2005: Der Räuber Hotzenplotz – Autor: Otfried Preußler – Regie: Frank Hübner
- 2005: Neues vom Räuber Hotzenplotz – Autor: Otfried Preußler – Regie: Frank Hübner
- 2006: Hotzenplotz 3 – Autor: Otfried Preußler – Regie: Frank Hübner
- 2007: Arrividerci amore, ciao – Autor: Massimo Carlotto – Regie: Annette Berger
- 2010: Tod unterm Hellweg – Autorin: Anne Chaplet – Regie: Thomas Werner
- 2010: It's your turn – Autor: Hugo Rendler – Regie: Martin Zylka
- 2011–2012: Mia Meilenstein (2 Staffeln mit jeweils mehreren Folgen) – Autoren: Manuela Rosenkind und Ulrike Löhlein – Regie: Thomas Leutzbach